# White flight
White flight (deutsch „weiße Flucht“) ist die englischsprachige Bezeichnung für das Phänomen, dass Weiße Wohngegenden verlassen, die in der Folge überwiegend von Angehörigen anderer Ethnien besiedelt sind.
Der Begriff wird sowohl in der Stadtentwicklung in den USA verwendet als auch in Südafrika nach dem Ende der Apartheid. Das Phänomen ist eine spezielle Form der residentiellen Segregation und ist auch in europäischen Ländern beobachtet worden.
Der US-amerikanische Politologe Morton Grodzins fand in den 1950er-Jahren einen Kipppunkt für das Verlassen von Wohngegenden durch Weiße. Basierend darauf analysierte der spätere Nobelpreisträger Thomas Schelling in den 1960er/70er-Jahren das als „white flight“ bekannt gewordene Phänomen unter spieltheoretischen Aspekten. Nach dem Modell von Schelling ergeben sich auch dann ethnisch segregierte Wohngebiete, wenn die individuellen Präferenzen der Einwohner durchaus für eine gemischte Besiedelung sprechen.